# Titus De Voogdt

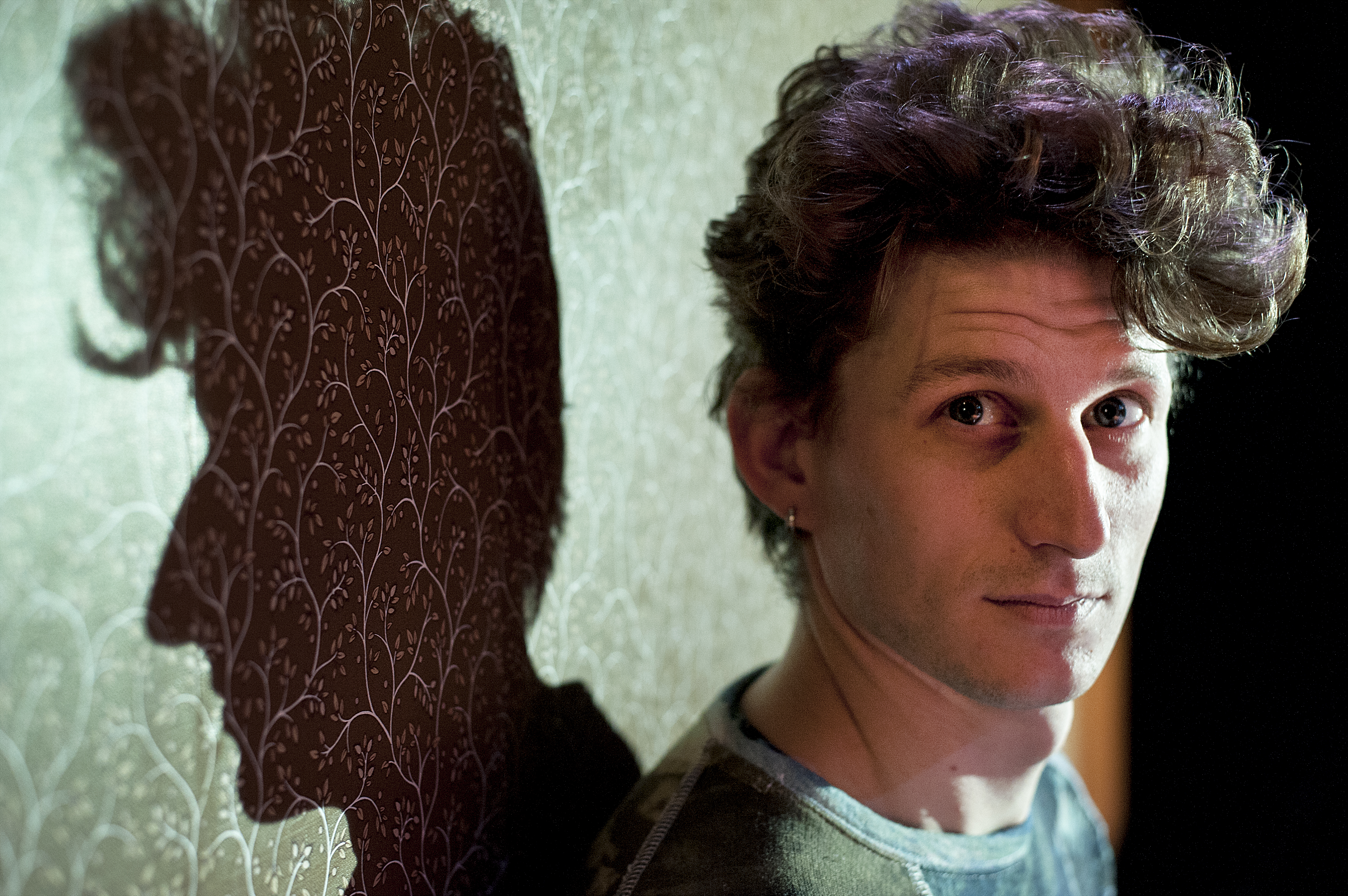
Titus De Voogdt

Titus De Voogdt (* 4. Juli 1979) ist ein belgischer Schauspieler und bildender Künstler.

## Leben
De Voogdt erwarb einen Masterabschluss in Bildhauerei an der Sint-Lucas School of Architecture in Gent.
Er begann seine Schauspielkarriere im Theater und ist vor allem für seine Auftritte in verschiedenen Theaterstücken bekannt. Zu den ersten und bekanntesten Stücken gehören Bernadetje (Victoria), Mijn Blackie (HETPALEIS & Nieuwpoorttheater), Achter de Wereld (BRONKS) und Maria eeuwigdurende bijstand / Marie éternelle consolation (Dastheater & Theater Zuidpool). Bei Compagnie Cecilia spielte er in so bemerkenswerten Stücken wie Trouwfeesten en processen, Altijd Prijs und Poepsimpel.
Im Kino ist er in Any Way the Wind Blows (von Tom Barman), als Steve in Steve + Sky (von Felix Van Groeningen), in Ben X (von Nic Balthazar) und Small Gods (von Dimitri Karakatsanis) zu sehen. Im Jahr 2012 wurde er auf VIER in Plan B vorgestellt, wo er sein eigenes Segment hatte.
Im Jahr 2014 trat er als Vincent Bourg in der BBC 1 Fernsehserie The Missing auf.

## Theater (Auswahl)
- Chasse Pattate (2017)
- Poepsimpel (2016)
- De geschiedenis van de wereld aan de hand van banaliteiten (2013)
- Duikvlucht (2012)
- Vorst/Forest (2011)
- Altijd prijs (2008)
- Trouwfeesten en processen enzovoorts (2006)
- Maria eeuwigdurende bijstand/Marie éternelle consolation (2005)
- Achter de wereld (2003)
- Mijn Blackie (1999)
- Bernadetje (1996)
- Achter glas (1994)
- De tuin (1994)

## Filmografie
- 2003: Any Way the Wind Blows
- 2004: Steve + Sky
- 2007: Ben X
- 2007: Einfach göttlich (Small Gods)
- 2010: 22. Mai (22 mei)
- 2014: Camp Evil (Welp)
- 2016: Die Beichte (La confession)
- 2016: Broer
- 2016: King of the Belgians
- 2018: 24 Hours – Two Sides of Crime
- 2019: The Barefoot Emperor